# اوکا (آنگارا)
اوکا (انگلیسی: Oka) یک رودخانه در استان ایرکوتسک کشور روسیه است.